# Itália nos Jogos Paralímpicos de Verão de 2012
A Itália foi um dos participantes dos Jogos Paralímpicos de Verão de 2012, na cidade de Londres, no Reino Unido.

## Medalhistas
| Atleta                                                  | Esporte                     | Evento                                 | Medalha |
| ------------------------------------------------------- | --------------------------- | -------------------------------------- | ------- |
| Martina Caironi                                         | Atletismo                   | 100 metros - T42                       | Ouro    |
| Assunta Legnante                                        | Atletismo                   | Arremesso de peso - F11/12             | Ouro    |
| Alessandro Zanardi                                      | Ciclismo                    | Corrida de estrada individual - H4     | Ouro    |
| Roberto Bargna                                          | Ciclismo                    | Corrida de estrada individual - C1/3   | Ouro    |
| Ivano Pizzi                                             | Ciclismo                    | Corrida de estrada individual - B      | Ouro    |
| Alessandro Zanardi                                      | Ciclismo                    | Corrida contrarrelógio individual - H4 | Ouro    |
| Cecilia Camellini                                       | Natação                     | 50 metros livre - S11                  | Ouro    |
| Cecilia Camellini                                       | Natação                     | 100 metros livre - S11                 | Ouro    |
| Oscar de Pellegrin                                      | Tiro com arco               | Arco recurvo individual - W1/2         | Ouro    |
| Alvisi de Vidi                                          | Atletismo                   | 100 metros - T51                       | Prata   |
| Oxana Corso                                             | Atletismo                   | 100 metros - T35                       | Prata   |
| Oxana Corso                                             | Atletismo                   | 200 metros - T35                       | Prata   |
| Ivano Pizzi                                             | Ciclismo                    | Corrida contrarrelógio individual - B  | Prata   |
| Fabroni Giorgio                                         | Ciclismo                    | Corrida de estrada misto - T1/2        | Prata   |
| Alessandro Zanardi Francesca Fenocchio Vittorio Podesta | Ciclismo                    | Revezamento misto - H1/4               | Prata   |
| Pamela Pezzutto                                         | Tênis de mesa               | Simples classe 1/2                     | Prata   |
| Elisabetta Mijno                                        | Tiro com arco               | Arco recurvo individual - W1/2         | Prata   |
| Annalisa Minetti                                        | Atletismo                   | 1.500 metros - T12                     | Bronze  |
| Vittorio Podesta                                        | Ciclismo                    | Corrida de estrada individual - H2     | Bronze  |
| Michele Pittacolo                                       | Ciclismo                    | Corrida de estrada individual - C4/5   | Bronze  |
| Vittorio Podesta                                        | Ciclismo                    | Corrida contrarrelógio individual - H2 | Bronze  |
| Matteo Betti                                            | Esgrima em cadeira de rodas | Espada individual - A                  | Bronze  |
| Alessio Sarri                                           | Esgrima em cadeira de rodas | Sabre individual - B                   | Bronze  |
| Federico Morlacchi                                      | Natação                     | 400 metros livre - S9                  | Bronze  |
| Federico Morlacchi                                      | Natação                     | 100 metros borboleta - S9              | Bronze  |
| Federico Morlacchi                                      | Natação                     | 200 metros medley individual - S9      | Bronze  |
| Cecilia Camellini                                       | Natação                     | 400 metros livre - S11                 | Bronze  |
| Cecilia Camellini                                       | Natação                     | 100 metros costas - S11                | Bronze  |

## Desempenho

### Natação
Masculino
| Atletas            | Evento                 | Preliminares | Preliminares | Final       | Final       |
| Atletas            | Evento                 | Marca        | Posição      | Marca       | Posição     |
| ------------------ | ---------------------- | ------------ | ------------ | ----------- | ----------- |
| Francesco Bettella | 50 metros livre - S2   | 1min13s86    | 11º          | Não avançou | Não avançou |
| Efrem Morelli      | 50 metros livre - S5   | 42s00        | 14º          | Não avançou | Não avançou |
| Fabrizio Sottile   | 50 metros livre - S12  | 25s82        | 11º          | Não avançou | Não avançou |
| Francesco Betella  | 100 metros livre - S2  | 2min29s34 Q  | 8º           | 2min31s17   | 7º          |
| Fabrizio Sottile   | 100 metros livre - S12 | 56s11        | 9º           | Não avançou | Não avançou |
| Federico Morlacchi | 400 metros livre - S9  | 4min24s06 Q  | 4º           | 4min18s55   |             |
| Fabrizio Sottile   | 400 metros livre - S12 | 4min38s09 Q  | 8º           | 4min36s74   | 8º          |

Feminino
| Atletas           | Evento                   | Preliminares | Preliminares | Final     | Final   |
| Atletas           | Evento                   | Marca        | Posição      | Marca     | Posição |
| ----------------- | ------------------------ | ------------ | ------------ | --------- | ------- |
| Cecilia Camellini | 200 metros medley - SM11 | 3min01s73 Q  | 4º           | 3min01s86 | 6º      |

### Tênis em cadeira de rodas
Masculino
| Atleta        | Evento  | Fase de 64                  | Fase de 32           | Oitavas              | Quartas              | Semifinal            | Final                | Pos.        |
| Atleta        | Evento  | Adversário resultado        | Adversário resultado | Adversário resultado | Adversário resultado | Adversário resultado | Adversário resultado | Pos.        |
| ------------- | ------- | --------------------------- | -------------------- | -------------------- | -------------------- | -------------------- | -------------------- | ----------- |
| Fabian Mazzei | Simples | ARG G. Fernandez D 0-6, 0-6 | Não avançou          | Não avançou          | Não avançou          | Não avançou          | Não avançou          | Não avançou |